# Sphecodes bonaerensis
Sphecodes bonaerensis är en biart som beskrevs av Holmberg 1886. Sphecodes bonaerensis ingår i släktet blodbin, och familjen vägbin. Inga underarter finns listade i Catalogue of Life.